# Slubekův lihovar a likérka

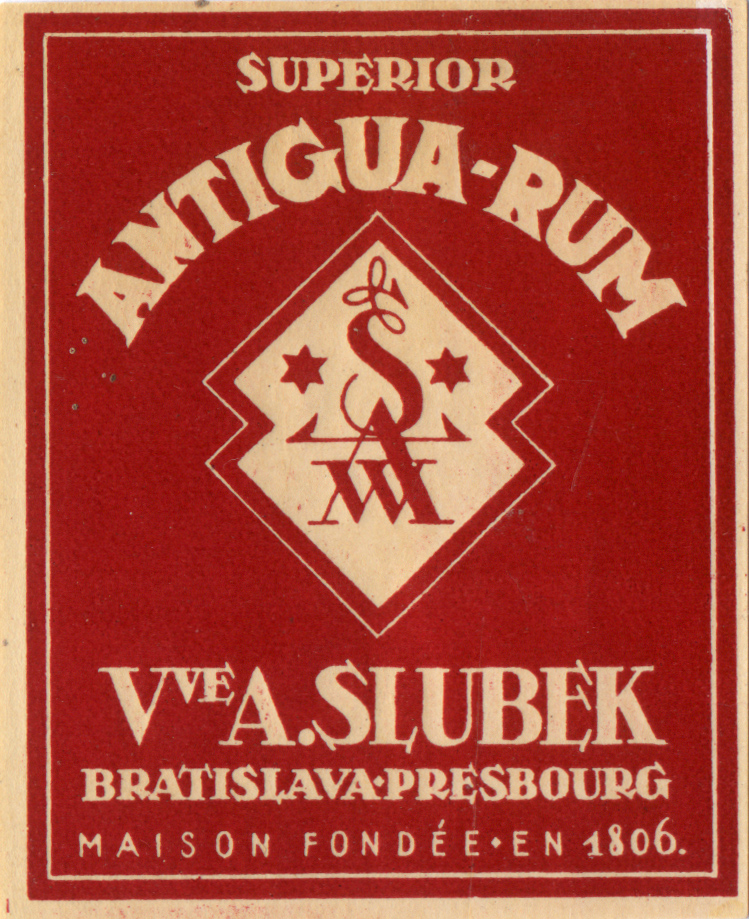
Etiketa z láhve z období 1839-1874 kdy továrnu vedla vdova A. Slubeka.

Slubekov lihovar a likérka byla továrna na výrobu likérů a rumu v Bratislavě.
Likérku založil v roce 1806 Anton Slubek (1774–1839). V roce 1838 továrna odkoupila dům barona Jeseňáka na Kozí ulici v Bratislavě. Po smrti Antona Slubeka vedla podnik jeho vdova Zuzana Slubeková (1789–1874). V roce 1881 likérku převzal syn Gustáv Slubek spolu se švagrem Janem Gesellem. Od roku 1878 vedli továrnu Gustáv Slubek a jeho syn Július Slubek společně až do otcovy smrti. Od roku 1898 byl Július Slubek jediným majitelem firmy.
Jméno dodnes nese Dětské hřiště Slubekova zahrada na ulici Palisády, přebudované ze zahrady v níž se pěstovaly bylinky do likérů.